# Collisella digitalis
Collisella digitalis är en snäckart som beskrevs av Martin Heinrich Rathke 1833. Collisella digitalis ingår i släktet Collisella och familjen Lottiidae. Inga underarter finns listade i Catalogue of Life.